# Ginástica nos Jogos Pan-Americanos de 1967
A ginástica nos Jogos Pan-americanos de 1967 foi realizada na cidade de Winnipeg, Canadá.

## Eventos
- Individual geral masculino
- Equipes masculino
- Solo masculino
- Barra fixa
- Barras paralelas
- Cavalo com alças
- Argolas
- Salto sobre a mesa masculino
- Individual geral feminino
- Salto sobre a mesa feminino
- Barras assimétricas
- Trave
- Solo feminino

## Medalhistas
Masculino
| Evento           | Ouro                             | Prata                         | Bronze                                         |
| Equipe           | Estados Unidos                   | Cuba                          | México                                         |
| Individual geral | Fred Roethlisberger              | Fernando Valles               | David Thor                                     |
| Argolas          | Fernando Valles                  | Mark Cohn Fred Roethlisberger | nenhum                                         |
| Barra fixa       | Fred Roethlisberger              | Fernando Valles               | David Thor                                     |
| Barras paralelas | Richard Loyd Fred Roethlisberger |                               | Arno Lascari                                   |
| Cavalo com alças | Mark Cohn                        | Richard Loyd                  | David Thor                                     |
| Salto            | Jorge Rodríguez                  | Octavio Suárez                | Roger Dion Rogelio Mendoza Fred Roethlisberger |
| Solo             | Hector Ramírez                   | Richard Loyd                  | Armando García David Thor                      |

Feminino
| Evento              | Ouro            | Prata           | Bronze          |
| Equipe              | Estados Unidos  | Canadá          | Cuba            |
| Individual geral    | Linda Metheny   | Joyce Tanac     | Marie Walther   |
| Barras assimétricas | Susan McDonnell | Linda Metheny   | Kathy Gleason   |
| Trave               | Linda Metheny   | Deborah Bailey  | Zulima Bregado  |
| Salto               | Linda Metheny   | Donna Schaenzer | Marie Walther   |
| Solo                | Linda Metheny   | Joyce Tanac     | Donna Schaenzer |

## Quadro de medalhas
| Ordem | País           | Medalha de ouro | Medalha de prata | Medalha de bronze |    |
| ----- | -------------- | --------------- | ---------------- | ----------------- | -- |
| 1     | Estados Unidos | 11              | 9                | 10                | 30 |
| 2     | Cuba           | 2               | 2                | 2                 | 6  |
| 3     | México         | 1               | 2                | 3                 | 6  |
| 4     | Canadá         | 1               | 1                | 0                 | 2  |
| TOTAL | TOTAL          | 15              | 14               | 15                | 44 |